# Mlýnský potok (přítok Zlatého potoka)
Mlýnský potok je levostranný a celkově největší přítok Zlatého potoka v okresech Havlíčkův Brod a Jihlava v Kraji Vysočina. Délka potoka činí 10,9 km. Plocha povodí měří 26,8 km².

## Průběh toku
Potok pramení na východním svahu Kosovského vrchu (682 m) zhruba 1 km jihozápadně od Petrovic v nadmořské výšce okolo 635 m. Teče převážně východním, na dolním toku jihovýchodním směrem. Protéká městysem Štoky a Dobronínem, kde se zleva vlévá do Zlatého potoka na jeho 8,8 říčním kilometru.

### Větší přítoky
Největším přítokem Mlýnského potoka je Zvonějovský potok (hčp 1-09-01-061), který jej posiluje zprava na 0,8 říčním kilometru. Délka jeho toku činí 6,7 km. Plocha povodí měří 8,3 km². Ostatní přítoky Mlýnského potoka jsou malé a bezejmenné.

### Rybníky
Mlýnský potok napájí dva větší rybníky. Východně od Petrovic Petrovický rybník a níže po proudu Nový Štocký rybník, který se nachází zhruba 2 km jihovýchodně od Štoků.

## Vodní režim
Průměrný průtok u ústí činí 0,17 m³/s.
M-denní průtoky u ústí:
| M [dní]  | Q30  | Q60  | Q90  | Q120 | Q150 | Q180 | Q210 | Q240 | Q270 | Q300 | Q330 | Q355 | Q364 |
| -------- | ---- | ---- | ---- | ---- | ---- | ---- | ---- | ---- | ---- | ---- | ---- | ---- | ---- |
| Q [m³/s] | 0,41 | 0,26 | 0,19 | 0,15 | 0,12 | 0,10 | 0,08 | 0,07 | 0,05 | 0,04 | 0,03 | 0,02 | 0,02 |